# Stazione di Fuorigrotta
La stazione di Fuorigrotta è una stazione ferroviaria di Napoli, posta sulla ferrovia Cumana gestita dall’Ente Autonomo Volturno. Prende il nome dal quartiere Fuorigrotta.

## Storia
La stazione, aperta il 1º luglio 1889, si raggiunge dopo l'attraversamento di una galleria di 1050 metri che attraversa la collina di Posillipo e deve il suo nome alla sua posizione "al di fuori della grotta".
Alla fine degli anni trenta del XX secolo, in occasione dell'interramento del tratto ferroviario Mergellina-Fuorigrotta, la stazione fu resa sotterranea. Il nuovo fabbricato fu costruito nel 1939-1940 su progetto dell'architetto Frediano Frediani.

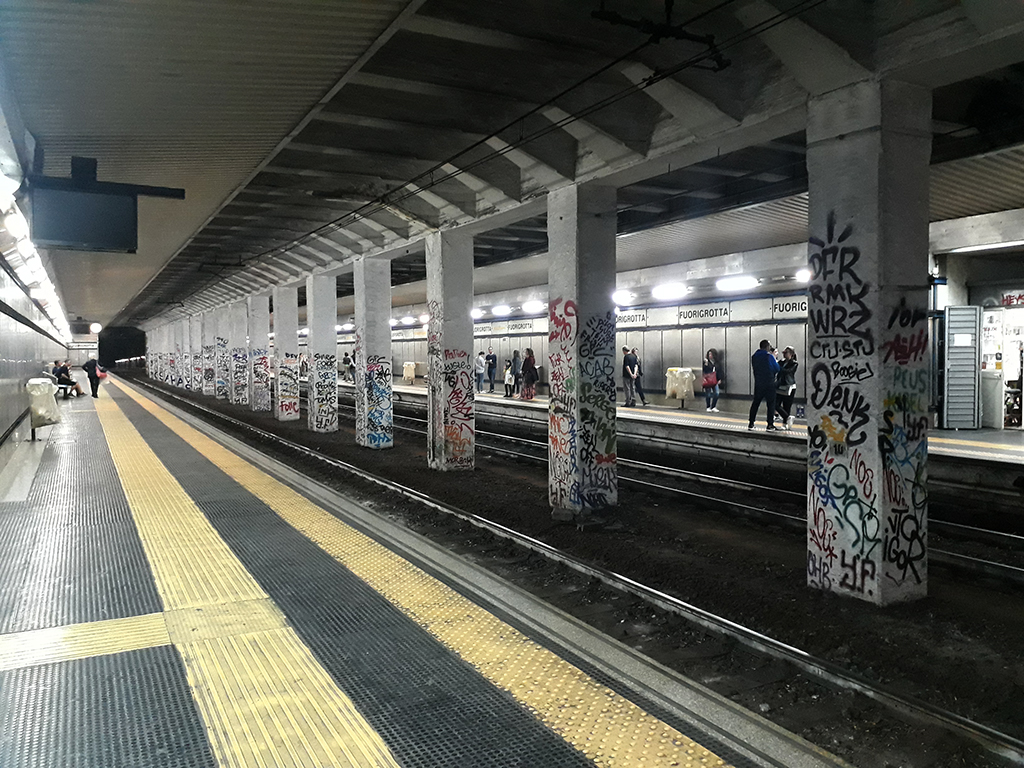
I binari

## Servizi
La stazione dispone di:
- Biglietteria
- Bar